# Duhaldea
Duhaldea là một chi thực vật có hoa trong họ Cúc (Asteraceae).

## Loài
Chi Duhaldea gồm các loài:
- Duhaldea cappa (Buch.-Ham. ex D.Don) Pruski & Anderb.
- Duhaldea cuspidata (DC.) Anderb.
- Duhaldea eupatorioides (DC.) Anderb.
- Duhaldea forrestii (J.Anthony) Anderb.
- Duhaldea griffithii (C.B.Clarke) Anderb.
- Duhaldea latifolia (DC.) R.Dawar & Qaiser
- Duhaldea nervosa (Wall. ex DC.) Anderb.
- Duhaldea pterocaula (Franch.) Anderb.
- Duhaldea revoluta Anderb.
- Duhaldea rubricaulis (Wall. ex DC.) Anderb.
- Duhaldea simonsii (C.B.Clarke) Anderb.
- Duhaldea wissmanniana (Hand.-Mazz.) Anderb.